# Pilar González i Duarte
Pilar González i Duarte (Barcelona, 1945) es una doctora en química española, miembro del Instituto de Estudios Catalanes (IEC).

## Trayectoria
Estudió ciencias químicas en la Universidad de Barcelona, donde se licenció en 1967 con un Premio Extraordinario de Licenciatura. Hizo un Máster en Química en la Universidad de Míchigan y se doctoró en la Universidad Autónoma de Barcelona con Enric Casassas i Simó, donde también obtuvo un premio extraordinario de Doctorado. El 1990 se convirtió en catedrática de la misma Universidad, donde ha ocupado varios cargos de responsabilidad. 
Centró sus investigaciones iniciales en los compuestos tioles metálicos, utilizando mercaptanos alifáticos, con resultados que han sido de interés por procesos industriales de hidrodesulfuración del petróleo y en el campo de la bioinorgánica, campo donde también ha efectuado varias investigaciones. Ha colaborado con la editorial Pergamon, del Reino Unido y ejerció la docencia. Entre 1995 y 2002 fue presidenta de la Sociedad Catalana de Química, desde donde promovió una nueva versión actualizada de la Tabla periódica de los elementos en catalán.
El año 2000, comisarió una exposición itinerante inaugurada en el Museo de la Ciencia y de la Técnica de Cataluña, con el título «Todo es química».

## Reconocimientos
En 2004, González i Duarte, siendo miembro del Departament de Química de la Universidad Autónoma de Barcelona (UAB), recibió la distinción Jaume Vicens Vives que otorga la Generalidad de Cataluña a la calidad docente universitaria, en reconocimiento a su trayectoria y dedicación a la renovación y readaptación de la enseñanza de la química.